# Maria Perschy
Maria Perschy (Eisenstadt, 23 settembre 1938 – Vienna, 3 dicembre 2004) è stata un'attrice austriaca.

## Biografia
Nativa di Eisenstadt (Austria), all'età di diciassette anni si trasferì a Vienna per studiare recitazione. Al termine dei corsi si spostò in Germania per nuovi studi e per tentare la carriera nel cinema. 
Il suo primo grande successo risale al 1958 con il thriller I cinque del bunker, in cui recitò con Horst Buchholz. La carriera di attrice la condusse in seguito in Francia, Italia e Gran Bretagna, fino a Hollywood.
Apparve in numerosi film statunitensi, tra cui sono da ricordare Freud, passioni segrete (1962) di John Huston, accanto a Montgomery Clift, e la commedia Lo sport preferito dall'uomo (1964) di Howard Hawks, nel ruolo di "Easy", al fianco di Rock Hudson e Paula Prentiss.
Negli anni settanta recitò prevalentemente in Spagna in film horror.

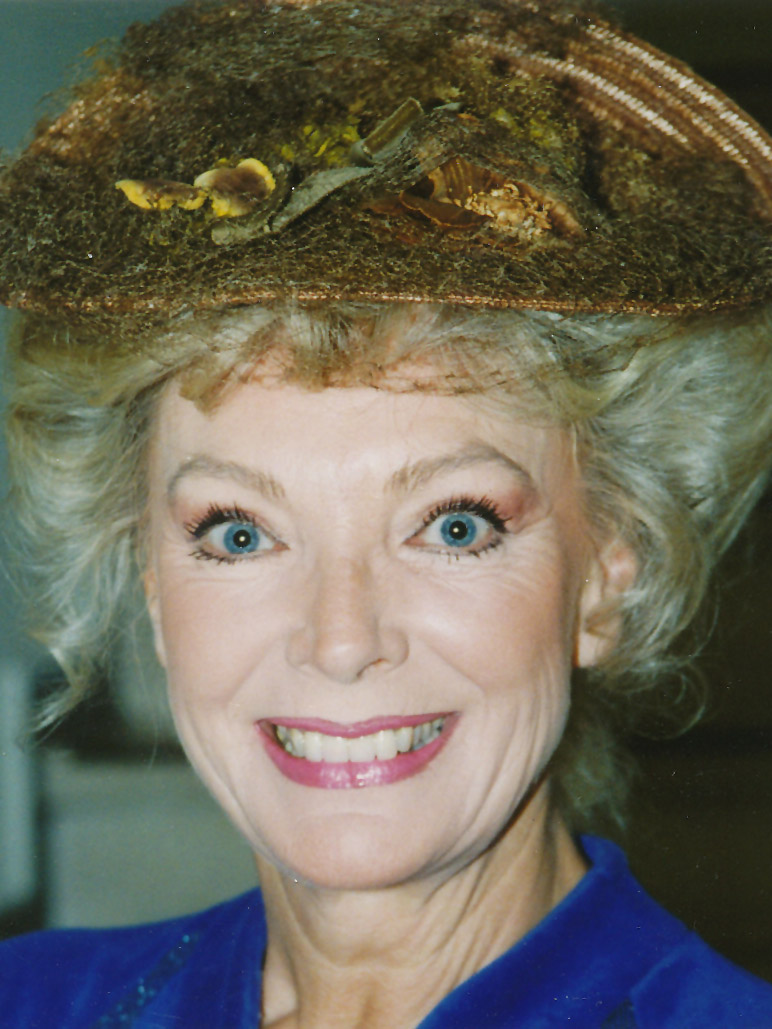
Maria Perschy in età più avanzata

Durante una ripresa cinematografica in Spagna nel luglio 1971, fu coinvolta in un incendio che la ferì gravemente al volto e dovette giacere per lungo tempo in un letto. Dopo numerosi interventi chirurgici poté riprendere la sua attività di attrice. Quando nel 1976 fu sollecitata a prendere la cittadinanza spagnola, rinunciando a quella austriaca, ritornò nel dicembre a Vienna. Successivamente si trasferì a Los Angeles, dove lavorò come traduttrice e come antiquaria, acquistando presso aste oggetti d'arte per conto dei propri clienti. Tornò a Vienna nel 1986, dove fu richiamata da Felix Dvorak e dal Teatro di Stato di  Berndorf e dove ebbe successo con i suoi allestimenti teatrali.

## Vita privata
Dal 1958 Maria Perschy ebbe come compagno, per sei anni, l'attore Joachim Hansen e poi lo sciatore Roger Staub. Nel 1967 ebbe una figlia. Nel 1977 sposò lo scrittore e sceneggiatore John Melson, che morì suicida nel 1983.
Maria Perschy morì di cancro a Vienna nel 2004 e fu sepolta nella tomba di famiglia del cimitero della propria città natale di Eisenstadt.

## Filmografia parziale
- I cinque del bunker (Nasser Asphalt), regia di Frank Wisbar (1958)
- La saetta nera (Der schwarze Blitz), regia di Hans Grimm (1958)
- Natürlich die Autofahrer, regia di Erich Engels (1959)

- Il moralista, regia di Giorgio Bianchi (1959)
- I piaceri del sabato notte, regia di Daniele D'Anza (1960)
- Un amore a Roma, regia di Dino Risi (1960)
- Divisione Lebensborn (Lebensborn), regia di Werner Klinger (1961)
- Freud - Passioni segrete (Freud), regia di John Huston (1962)
- Parola d'ordine: coraggio (The Password Is Courage), regia di Andrew L. Stone (1962)
- Il giustiziere di Londra (Der Henker von London), regia di Edwin Zbonek (1963)
- Da 077: criminali a Hong Kong, regia di Helmuth Ashley e Giorgio Stegani (1964)
- Lo sport preferito dall'uomo (Man's Favorite Sport?), regia di Howard Hawks (1964)
- Squadriglia 633 (633 Squadron), regia di Walter Grauman (1964)
- La sfinge sorride prima di morire - Stop Londra, regia di Duccio Tessari (1964)
- Extraconiugale, regia di Massimo Franciosa e Mino Guerrini (1964)
- Dodici donne d'oro, regia di Gianfranco Parolini (1966)
- Donne alla frontiera (Las siete magnifica), regia di Gianfranco Parolini e Sidney W. Pink (1966)
- Una strega senza scopa (A Witch Without a Broom), regia di José María Elorrieta (1967)
- I cinque draghi d'oro (Five Golden Dragons), regia di Jeremy Summers (1967)
- Muori lentamente... te la godi di più (Mister Dynamit - morgen küßt Euch der Tod), regia di Franz Josef Gottlieb (1967)
- Il castello di Fu Manchu (The Castle of Fu Manchu), regia di Jesús Franco (1969)
- Ordine delle SS: eliminate Borman! (El último día de la guerra), regia di Juan Antonio Bardem (1970)
- I terrificanti delitti degli assassini della via Morgue (Murders in the Rue Morgue), regia di Gordon Hessler (1971)
- Il mostro dell'obitorio (El jorobado de la Morgue), regia di Javier Aguirre (1973)
- La nave maledetta (El buque maldito), regia di Amando de Ossorio (1974)
- Gli occhi azzurri della bambola rotta (Los Ojos Azules de la Muneca Rota), regia di Carlos Aured (1974)
- Pubertà (Las adolescentes), regia di Pedro Masó (1975)

## Doppiatrici italiane
- Maria Pia Di Meo ne Il moralista
- Vittoria Febbi ne Lo sport preferito dall'uomo